# Liste de points extrêmes de l'Islande

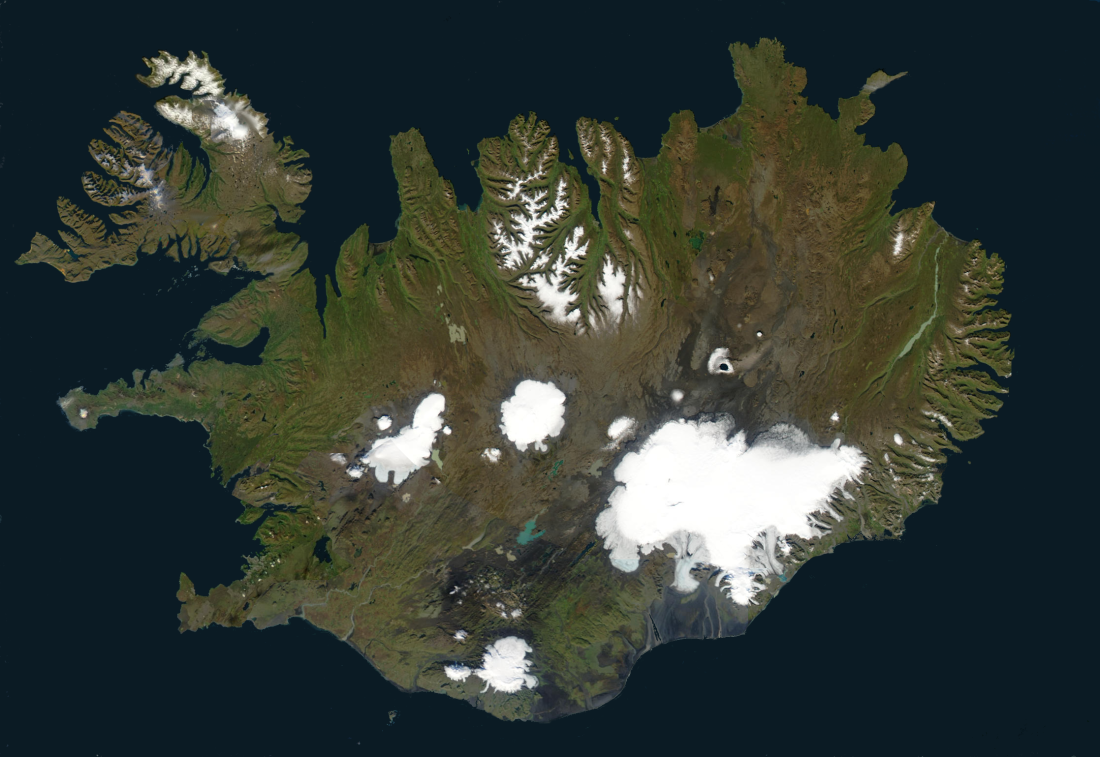
Image satellite de l'Islande

Voici une liste de points extrêmes de l'Islande.

## Latitude et longitude
| \| Rifstangi Kötlutangi Bjargtangar Gerpir Kolbeinsey Surtsey Hvalbakur Hvannadalshnjúkur \| Localisation des points extrêmes de l'Islande |
| Rifstangi Kötlutangi Bjargtangar Gerpir Kolbeinsey Surtsey Hvalbakur Hvannadalshnjúkur                                                     |

### Île principale
- Nord : Rifstangi, Norður-Þingeyjarsýsla (66° 32′ 16″ N, 16° 11′ 45″ O)
- Sud : Kötlutangi, Vestur-Skaftafellssýsla (63° 23′ 38″ N, 18° 44′ 06″ O)
- Ouest : Bjargtangar, Vestur-Barðastrandarsýsla (65° 30′ 09″ N, 24° 32′ 08″ O)
- Est : Gerpir, Suður-Múlasýsla (65° 04′ 36″ N, 13° 29′ 41″ O)

### Intégralité du territoire
- Nord : Kolbeinsey, Eyjafjarðarsýsla (67° 09′ 00″ N, 18° 41′ 01″ O)
- Sud : Surtsey, îles Vestmann (63° 17′ 46″ N, 20° 36′ 14″ O)
- Ouest : Bjargtangar, Vestur-Barðastrandarsýsla (65° 30′ 09″ N, 24° 32′ 08″ O)
- Est : Hvalbakur, Suður-Múlasýsla (64° 35′ 44″ N, 13° 16′ 26″ O)

## Localités

### Île principale

#### Villages
- Nord : Raufarhöfn, Norður-Þingeyjarsýsla (66° 27′ 17″ N, 15° 57′ 04″ O)
- Sud : Vík, Vestur-Skaftafellssýsla (63° 25′ 09″ N, 19° 00′ 34″ O)
- Ouest : Patreksfjörður, Vestur-Barðastrandarsýsla (65° 35′ 46″ N, 23° 59′ 13″ O)
- Est : Neskaupstaður (65° 08′ 53″ N, 13° 41′ 11″ O)

#### Fermes
- Nord : Rif, Norður-Þingeyjarsýsla (66° 32′ N, 16° 12′ O)
- Sud : Garðar, Vestur-Skaftafellssýsla (63° 24′ N, 19° 03′ O)
- Ouest : Hvallátur, Vestur-Barðastrandarsýsla (65° 32′ N, 24° 28′ O)
- Est : Sandvík, Suður-Múlasýsla (65° 06′ N, 13° 33′ O)

### Intégralité du territoire

#### Villages
- Nord : Grímsey, Eyjafjarðarsýsla (66° 32′ 23″ N, 18° 00′ 52″ O)
- Sud : Vík, Vestur-Skaftafellssýsla (63° 25′ 09″ N, 19° 00′ 34″ O)
- Ouest : Patreksfjörður, Vestur-Barðastrandarsýsla (65° 35′ 46″ N, 23° 59′ 13″ O)
- Est : Neskaupstaður (65° 08′ 53″ N, 13° 41′ 11″ O)

#### Fermes
- Nord : Grímsey, Eyjafjarðarsýsla (66° 33′ N, 18° 01′ O)
- Sud : Garðar, Vestur-Skaftafellssýsla (63° 24′ N, 19° 03′ O)
- Ouest : Hvallátur, Vestur-Barðastrandarsýsla (65° 32′ N, 24° 28′ O)
- Est : Sandvík, Suður-Múlasýsla (65° 06′ N, 13° 33′ O)

## Altitude
- Maximale : Hvannadalshnjúkur, Vatnajökull, 2 119 m (64° 00′ 52″ N, 16° 40′ 30″ O)
- Minimale : océan Atlantique / océan Arctique, 0 m